# KaBuM!
KaBuM!是一家专门从事电子和信息技术的巴西电子商务公司。公司由里安德罗·拉莫斯（Leandro Ramos）和蒂亚戈·拉莫斯（Thiago Ramos）兄弟于2003年5月成立，总部位于圣保罗利梅拉。KaBuM!是巴西同类企业中最大的公司之一，除了销售电子产品外，还销售各种各样的产品，包括汽车电子、化妆品、香水和乐器。

## 结构
KaBuM!是一家封闭式的S.A.公司，拥有多家子公司专门从事不同行业，如网上超市KaBuM! Togo，科技真人秀KaBuM! TV等。公司没有任何实体店，但在圣保罗有三个配送中心。

## KaBuM! e-Sports
KaBuM!于2013年进军职业电子竞技领域并收购了《反恐精英：全球攻势》、《FIFA》和《英雄联盟》分部。该公司目前赞助了英雄联盟巴西联赛（CBLOL），这是当地最古老以及最高等级《英雄联盟》赛事。

### 队员名单
| 国籍 | ID         | 姓名              | 位置         |
| ---- | ---------- | ----------------- | ------------ |
| 巴西 | Yang       | 费利佩·赵         | 上单         |
| 巴西 | Revolta    | 加布里埃尔·亨努德 | 打野         |
| 巴西 | Tutsz      | 亚瑟·马查多       | 中单         |
| 巴西 | DudsTheBoy | 伊戈尔·利马曼     | 下路         |
| 巴西 | Ceos       | 丹尼尔森·奥利维拉 | 辅助         |
| 巴西 | Mousty     | 罗杰·威根         | 打野（替补） |
| 巴西 | Disave     | 大卫·查韦斯       | 下路（替补） |

### 荣誉
- 英雄联盟巴西冠军联赛（CBLOL）
  - 冠军（3）：2014年夏季赛，2018年春季赛，2018年夏季赛
- 巴西挑战者巡回赛（BRCC）
  - 冠军（1）： 2017年夏季赛